# The Purloined Letter

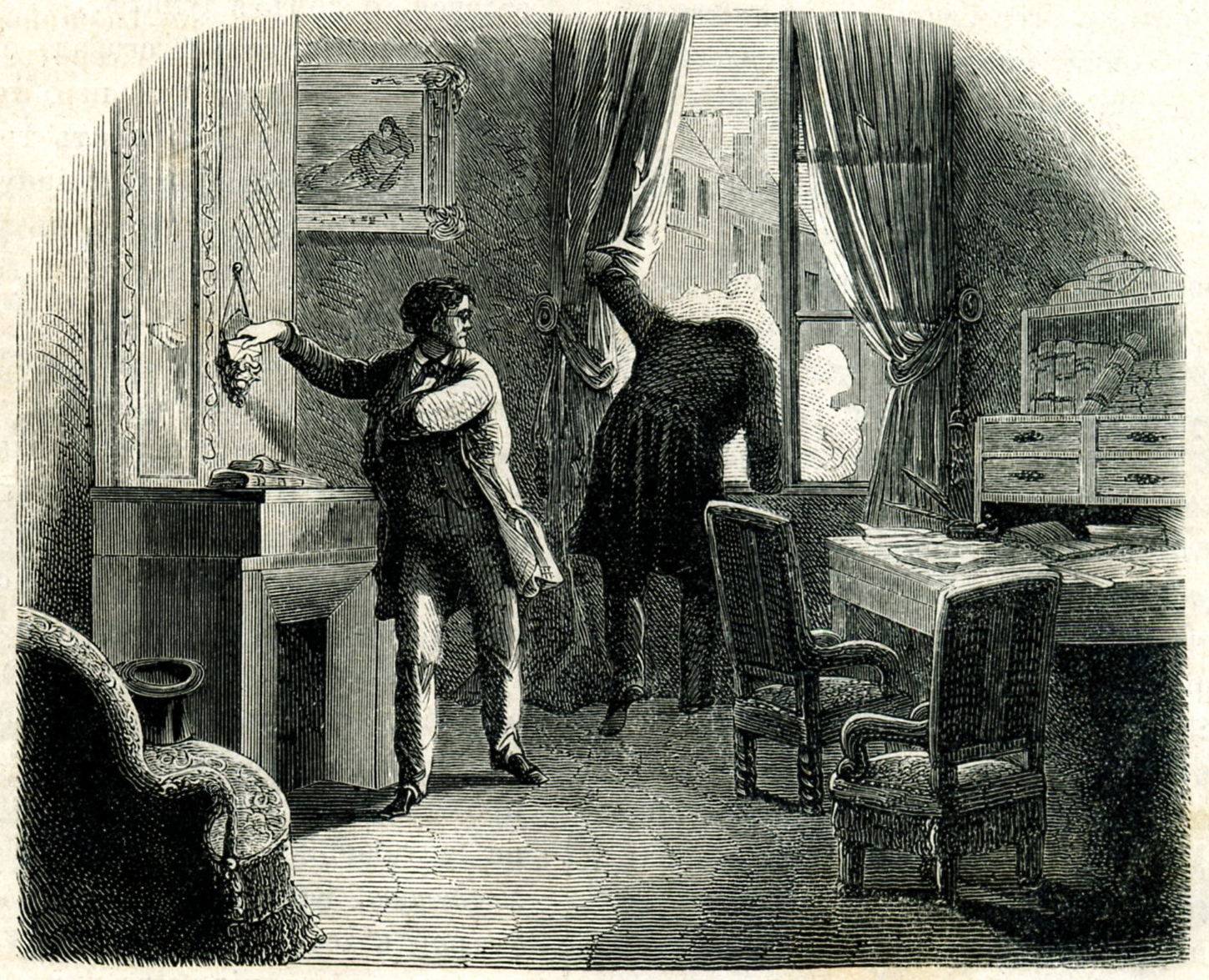
Ilustração do roubo da carta, por Frederic Theodore Lix (1830-1897) ou Jean-Édouard Dargent (ou Yan' Dargent, 1824-1899)

The Purloined Letter (A carta roubada, no Brasil e em Portugal) é uma novela de Edgar Allan Poe escrita em 1844. É o último caso do detetive Dupin escrito por Poe, que já o havia usado nas seguintes novelas:
- The Murders in the Rue Morgue (1841)
- The Mystery of Marie Roget (1842)

## Sinopse
O conto se passa nos idos de 1800. Auguste Dupin mora em Paris (Rua Dunôt, nº 03 - Faubourg Saint-Germain) com um amigo (narrador interno da história). Certo dia entra em sua residência o delegado da polícia parisiense, Monsenhor G., em busca de conselhos para solucionar o roubo de uma carta. Conta que a carta fora roubada pelo Ministro D., de dentro dos aposentos reais e descreve o aspecto da carta. O delegado já fizera todas as revistas e buscas sugeridas pelo detetive que revela, então, não ter mais o que aconselhar.
O delegado volta, passado um mês, deprimido por não ter desvendado o crime e diz a Dupin que pagaria 50 mil francos a quem o ajudasse a solucionar o caso. Dupin, surpreendendo a todos, pede que ele preencha o cheque e lhe entrega a carta.
O amigo pergunta como ele conseguira e Dupin narra a sua busca. Como o delegado subestimara o Ministro por ser um poeta e levara em conta as estatísticas de seus anos de polícia - em que, em todos os casos de objetos escondidos, os criminosos os ocultaram de maneira rebuscada - não considerou que o Ministro, também um matemático, poderia agir com simplicidade. Assim, foi visitá-lo, uma vez que conhecia o Ministro de outros tempos. Enquanto conversavam, observou um porta-cartas pendurado no meio da lareira, com um documento que reconhecera ser a carta procurada. Reconhecera pelo selo, pois seu aspecto havia sido disfarçado.
Ao sair do apartamento, esqueceu propositalmente sua tabaqueira com a intenção de voltar no outro dia. Fez uma cópia exata da carta e voltou para buscar sua tabaqueira. Havia combinado com um amigo para simular, à determinada hora, um tiroteio na rua. Quando o Ministro chegou à janela para observar o que se passa na rua, Dupin trocou a carta e, na cópia, colocou uma frase que remetia a uma vingança por uma peça que o Ministro lhe pregara em Viena.

## Personagens
- Narrador: mora com Auguste Dupin e conduz a história. Não é revelado seu nome.

- Auguste Dupin: Detetive que já ajudou o delegado de polícia a solucionar outros casos e é procurado para ajudar a encontrar a carta roubada.

- Delegado G: Delegado da polícia parisiense pede ajuda a Dupin para solucionar o rouba da carta, apesar de não entender muito bem as suas observações e métodos.

- Monsenhor D: Ministro que rouba a carta dos aposentos da rainha, intencionando ascensão política.